# (34202) Sionaprasad
2000 QB55 (asteroide 34202) é um asteroide da cintura principal. Possui uma excentricidade de 0.10697390 e uma inclinação de 8.30528º.
Este asteroide foi descoberto no dia 25 de agosto de 2000 por LINEAR em Socorro.